# Norrsundet
För andra betydelser, se Norrsundet (olika betydelser).
Norrsundet är en tätort i nordöstra delen av Gävle kommun i Gästrikland, vid Bottenhavet. I tätorten ingår fiskeläget Saltharsfjärden.

## Historia
Norrsundet växte fram som industrisamhälle kring Kopparfors (senare Stora Enso) sågverk. 1924 startades även en massafabrik (sulfatfabrik), vilken lades ned 2008. I anslutning till industrierna finns en hamn för djupgående fartyg. 
Norrsundet har efter industrinedläggningen förvandlats till en ort med fokus på natur, havs- och sjönära boenden och en ny storsatsning på Fiskeläget i Saltharsfjärden. 
Ökande turism märks och allt oftare besökande husbilar och fritidsbåtar till Gästhamnen.

### Norrsundet och järnvägen
Norrsundets station invigdes den 1 november 1897 och var en av ändstationerna på den smalspåriga Dala–Ockelbo–Norrsundets Järnväg (DONJ)
Jänvägen (från 1895) var en del i satsningen på sågverket, för säkra transporter av skogsråvara från Dalarna, där banans andra ändstation låg i Linghed. 1895 utlades fyra sidospår. Ett spår drogs till hamnen, ett till det så kallade timmerstjälpet där vagnarnas timmerlast stjälptes i sjön och ett spår drogs till hyvleriet. 
Samtidigt började byggandet av stationshuset. Det uppfördes även ett fyra portars lokstall med vändskiva, ett vattentorn samt godsmagasin. 1897 stod byggnaderna klara. 1906 påbyggdes lokstallet för att ge plats åt nya större tenderlok. Av samma anledning byttes vändskivan till en större. 1909 byggdes ett nytt godsmagasin, eftersom det gamla stod i vägen för brädgårdens utökning.
Den 2 oktober 1970 nådde det sista ordinarie tåget fram till sin slutstation. Sträckan Hamrångefjärden−Norrsundet breddades till normalspår för godstrafiken till och från massafabriken.

### Befolkningsutveckling
| Befolkningsutvecklingen i Norrsundet 1950–2020 | Befolkningsutvecklingen i Norrsundet 1950–2020 | Befolkningsutvecklingen i Norrsundet 1950–2020 | Befolkningsutvecklingen i Norrsundet 1950–2020 | Befolkningsutvecklingen i Norrsundet 1950–2020 |
| ---------------------------------------------- | ---------------------------------------------- | ---------------------------------------------- | ---------------------------------------------- | ---------------------------------------------- |
|                                                |                                                |                                                |                                                |                                                |
| År                                             |                                                |                                                | Folkmängd                                      | Areal (ha)                                     |
| 1950                                           | 1950                                           |                                                | 1 528                                          |                                                |
| 1960                                           | 1960                                           |                                                | 1 657                                          |                                                |
| 1965                                           | 1965                                           |                                                | 1 601                                          |                                                |
| 1970                                           | 1970                                           |                                                | 1 694                                          |                                                |
| 1975                                           | 1975                                           |                                                | 1 609                                          |                                                |
| 1980                                           | 1980                                           |                                                | 1 531                                          |                                                |
| 1990                                           | 1990                                           |                                                | 1 167                                          | 178                                            |
| 1995                                           | 1995                                           |                                                | 1 108                                          | 188                                            |
| 2000                                           | 2000                                           |                                                | 1 044                                          | 221                                            |
| 2005                                           | 2005                                           |                                                | 1 006                                          | 221                                            |
| 2010                                           | 2010                                           |                                                | 968                                            | 224                                            |
| 2015                                           | 2015                                           |                                                | 966                                            | 256                                            |
| 2020                                           | 2020                                           |                                                | 1 003                                          | 254                                            |
|                                                |                                                |                                                |                                                |                                                |

## Kommunikationer
Norrsundet är slutstationen för X-Trafiks busslinje 25 från Gävle Maxim.

## Idrott
Norrsundets IF är den dominerande idrottsföreningen i Hamrångebygden, med sektioner inom ishockey, fotboll, innebandy, tennis, motion
och discgolf (frisbeegolf). Tennisspelet bedrivs på klubbens grusbana på Lindövallen och (vintertid) i Norrsundets sporthall. Klubben har ett 2,5 km långt elbelyst spår och ett antal uppmärkta, ej belysta längre terrängslingor.
Norrsundets kraftsportklubb har sedan 1979 funnits på orten och ligger numer på det tidigare industriområdet.
I Norrsundets IF har Spelarna Kalle Andersson och Joar Svennewall tillkommit år 2017 och spelat som ytterbackar vilket ledde till lagets uppflyttning från division 5 år 2017 till division 4 2018. Båda spelarna tillförde stora spetsegenskaper som var avgörande för lagets avancemang till division 4. 
År 2020 tog Albin Jern över herrlaget som var under rekonstruktion och vann därifrån Bilma Cup likväl som en uppflyttning ifrån division 6 till 5 2022